# Состязательная политика
Состязательная политика (contentious politics; contention – от англ. состязание, соревнование, спор) — одно из направлений в социологии социальных движений. Её основателями стали Чарльз Тилли, Дуг МакАдам, Сидни Тэрроу. Состязательная политика, как определяет её Чарльз Тилли, - это эпизодичные, публичные, коллективные взаимодействия между протестующими и их оппонентами, когда а) одной из сторон выступает правительство в качестве объекта (ему предъявляют требования), субъекта (оно предъявляет требования) или третьей стороны (в роли посредника или исполнителя) и б) если требования будут реализованы, то затронут интересы протестующих. В состязательной политике действия протестующих рассматриваются в непрерывном взаимодействии с оппонентами, 
органами власти и аудиторией, что влияет на выбор их репертуара, альянсов и требований. «Состязательность» подразумевает динамику отношений с неочевидными итогами и результатами — протестующие стараются повлиять на объект требований, прибегая к эффективному репертуару и поддержке отдельных индивидов и структур, а их соперники стремятся уменьшить влияние путём комбинирования различного набора действий. Состязательная политика включает такие формы коллективных действий, как социальные движения, революции, этнические и религиозные конфликты, гражданские войны и др.

## История возникновения
Научный интерес к общественным движениями возрос в связи с внешними событиями — появлением в 1960-1970-е года в публичной сфере множества разных движений (за гражданские права, экологические, феминистские, новых левых): необходимо было изучить факторы и причины их возникновения, динамику, состав, результаты. На фоне этих волнений возникают теории, пытающиеся  объяснить, «почему люди бунтуют»: сначала исследователи обращаются к знакомым подходам в виде бихевиоризма и структурно-функционального анализа, а затем разрабатывают новые — теорию мобилизации ресурсов, новых социальных движений, теорию организаций, структуру политических возможностей и др. Состязательная политика сложилась путём интеграции и адаптации нескольких теорий и подходов — фрейм, теории мобилизации ресурсов, структуры политических возможностей. Основным положением стало то, что на возникновение и развитие протестных событий влияют структурные и когнитивные факторы - важно как люди воспринимают ситуацию, и какие внешние условия способствуют, чтобы они объединились и отстаивали интересы.

## Фреймы
Хотя понятие фреймы в научный оборот было введено Ирвингом Гоффманом, в социологии социальных движений  классическими работами по фреймам являются труды Роберта Бенфорда и Дэвида Сноу. Фреймы в коллективных действиях также выполняют работу по «сжиманию и упрощению» мира, но способами, предназначенными для мобилизации участников. Они представляют собой совокупность «ориентированных на действие убеждений и значений, которые вдохновляют участников и легитимируют деятельность социальных движений и кампаний». Другими словами, фреймы в состязательной политике предлагают способы понимания окружающей действительности, связанные с необходимостью её изменения путём протестных действий. Как показывают исследования Роберта Бенфорда и Дэвида Сноу социальные движения рекрутируют сторонников с помощью нескольких фреймов:
- Диагностический фрейм — выделяет некоторое событие из окружающего мира как проблемное, например, связанное с опасностью. Ситуации, ранее считавшиеся нормальными, начинают восприниматься с точки зрения угрозы или несправедливости. Например, участников социальных движений может объединять понимание процедурной (например, «За честные выборы»), дистрибутивной (справедливое распределение благ, например, лозунг женского движения «равная оплата — за равный труд») или ретрибутивной (справедливое назначение наказаний, например, дело Pussy Riot) справедливости. При этом для мобилизации участников необходимо приписывание ответственности определённым лицам или структурам, по словам Вильям Гамсона, индивиды вряд ли будут протестовать против абстрактных и обезличенных сил[4].
- Прогностический фрейм — предполагает создание картины будущего с оптимистичным или пессимистичным сценариями, которая возможна в случае организации протестных действий.
- Мобилизационный фрейм — происходит «призыв к оружию», где обосновывается рациональность коллективного действия, в том числе, открытость структуры возможностей. Участники доказывают, что протесты смогут повлиять на сложившуюся расстановку сил. Ситуация может выглядеть как угрожающая и опасная, но если участники не верят в способность её изменения («парадокс безысходности»), то коллективные действия скорее всего не произойдут.

## Мобилизационная структура
Мобилизационная структура - это совокупность социальных структур, участвующих в общественном движении, в состав которой входят организации и социальные сети, существовавшие до начала движения, а также те из них, которые появились в процессе кампании. Социальные сети, по мнению исследователей, служат базой для рекрутирования: друзья, родственники, коллеги оказывают влияние на процесс принятия решений. Например, успешность движения за гражданские права, как показано в работах Дуга МакАдама, во многом зависела от поддержки баптистской церкви — в приходах распространялась информация и собирались необходимые ресурсы. Мобилизационная структура может состоять из формальных организаций с определённой иерархией, членством и дисциплиной или иметь сетевой характер с «сильными» или «слабыми» связями. В сетях с «сильными» связями степень доверия, как правило, выше, чем в «слабых», но возможности «входа» более ограничены. Например, «сильные» связи характерны для движений с высокими рисками: радикальная организация «Красные бригады», как показано в работах Донателлы делла Порта, основана на семейных и дружеских связях. «Слабые» связи могут стать лучшей основой для мобилизации - «сила слабых связей», - действуя в качестве «мостов» для разных сетей.

## Структура политических возможностей
Структура политических возможностей говорит о свойствах режима, которые способствуют или препятствуют коллективному действию. Исходным условием считается, что внешние факторы усиливают или уменьшают перспективы социального движения по рекрутированию участников, выдвижению требований, использованию определённого репертуара. Структура возможностей определяется не только объективными факторами, но зависит от субъективного восприятия участников: акторы могут не предполагать об открывшихся возможностях или переоценивать их. Чарльз Тилли к структуре политических возможностей относил следующие критерии:
1. Открытость режима новым акторам
2. Количество независимых центров власти внутри режима
3. Неустойчивость политических группировок
4. Наличие влиятельных союзников и сторонников
5. Степень подавления или содействия коллективным требованиям

## Протестный репертуар
Протестный репертуар - это широкий набор средств, используемый участниками для предъявления требований другой стороне. Модель состязательной политики подразумевает, что, с одной стороны, на репертуар воздействует политический режим, а с другой — культурные особенности. Власти создают нормы и правила игры, которые заметно влияют на возможности протестующих. Например, в демократических странах распространённой формой коллективного действия являются социальные движения с выработанными процедурами участия, невысоким уровнем насилия и «отзывчивостью» власти к требованиям протестующих. В авторитарных режимах протесты редко переходят в форму социальных движений, оставаясь разрозненными кампаниями или одиночными акциями, что во многом связано с высокими рисками участия при относительно закрытой структуре возможностей. С другой стороны, репертуар зависит от культурных условий и связан с протестными традициями, нарративами и разделяемыми символами. Протестующие обращаются к протестным формам, которые укоренились в обществе и определяются широкой аудиторией как протестные, при этом апеллируя к общим ценностям и смыслам. Таким образом, можно говорить о специфике протестной культуры в зависимости от региона: тибетские монахи используют индивидуальное или коллективное самосожжение, чтобы привлечь внимание к вопросу независимости своей страны, во Франции предпочитают устраивать демонстрации, в Италии популярны забастовки.